# Contra: Shattered Soldier
Contra: Shattered Soldier, connu au Japon sous le nom Shin Contra, est un jeu vidéo d'action de type shoot them up développé et édité par Konami. Il est disponible à partir de 2002 sur PlayStation 2.
Le jeu fait partie de la série Contra et marque un retour au système de jeu en deux dimensions des premiers titres tout en incorporant des graphismes en trois dimensions.

## Accueil
- Jeux vidéo Magazine : 15/20[1]
- Jeuxvideo.com : 16/20[2]
- Gamekult : 7/10[3]
- Consoles + : 81%
- Joypad : 7/10 (pour les nostalgiques), 6/10 (pour les autres)